# Piotr Beczała
Piotr Beczała (pronunciación: piɔtr beʈ͡ʂawa) nacido el 28 de diciembre de 1966 en Czechowice-Dziedzice, en el sur de Polonia, es un tenor lírico polaco.
Estudió en Katowice perfeccionándose con Sena Jurinac y Pavel Lisitsian, debutando en Linz en el Landestheater. Posteriormente fue miembro del elenco de la Ópera de Zúrich.
En el 2004 debutó en el Covent Garden en Der Rosenkavalier y en Fausto de Gounod. En noviembre del 2004 hizo su debut americano en San Francisco como Lensky en Eugene Onegin y luego en el Metropolitan Opera como el duque de Rigoletto. 
En febrero de 2009 reemplazó a Rolando Villazón en Lucia di Lammermoor en el Met.
En 2007 ganó el premio del Festival de Ópera de Múnich por su actuación en Werther, Rigoletto y Der Rosenkavalier. Debutó en la Ópera Estatal de Viena, el Festival de Salzburgo, la Ópera Alemana de Berlín y en los teatros de Fráncfort, Bilbao y Tokio.
Su repertorio incluye los papeles verdianos de Alfredo (La Traviata) y Riccardo (Un ballo in maschera); Edgardo (Lucia di Lammermoor de Donizetti), Rodolfo (La Bohème de Puccini), el príncipe (Rusalka de Dvořák), Vaudémont (Iolanta de Chaikovski), Jenik (La novia vendida de Smetana), el pastor (El rey Roger de Szymanowski), Tamino (La flauta mágica de Mozart), Don Ottavio (Don Giovanni de Mozart), Orombello (Beatrice di Tenda de Bellini) y otros.
Aunque la vocalidad wagneriana no forma parte de su repertorio habitual, debutó como Lohengrin en Dresde en 2016 bajo la batuta de Christian Thielemann junto a Anna Netrebko con gran éxito, y repitió el papel con el mismo director en 2018 en el Festival de Bayreuth y Anja Harteros, regresando al año siguiente junto a Krassimira Stoyanova y Anna Netrebko.

## Discografía de referencia
- Donizetti: Lucia di Lammermoor / Met DVD 2009
- Antonín Dvořák: Svatá Ludmila / Albrecht,
- J. Strauss II: Simplicius / Welser-Möst
- Lehár: Das Land De Lächelns / Schirmer
- Lehár: Die Lustige Witwe / Welser-Möst,
- Mozart: Die Zauberflöte / Fischer - DVD Paris
- Mozart: Die Zauberflöte / Welser-Möst - DVD
- Mozart: Don Giovanni / Daniel Harding - DVD
- Mozart: Don Giovanni / Welser-Möst - DVD
- Szymanowski: Król Roger / Kaspszyk
- Verdi: La traviata / Zubin Mehta
- Verdi: La traviata / Welser-Möst - DVD
- Verdi: Rigoletto / Santi - DVD